# Tomàs Forteza
Pour les articles homonymes, voir Forteza.
Tomàs Forteza Cortès, né à Palma de Majorque en 1838 et mort dans la même ville en 1898, est un écrivain et philologue de langue catalane. Élève de Marià Aguiló i Fuster, il était partisan de l’usage d'une langue littéraire unitaire, contre les pratiques dialectalisantes de certains auteurs de l'époque.

## Biographie
Proclamé Maître en Gai savoir lors de l’édition de 1873 des Jeux floraux, son œuvre poétique, dans laquelle prédominaient les romances historiques, fut réunie dans une édition posthume nommée Poesies et préfacée par Miquel Costa i Llobera.
Il est le premier à appliquer les principes de la philologie moderne à la grammaire catalane, dans son ouvrage Gramàtica de la llengua catalana dont l’impression fut achevée en 1915.
Antoni Maria Alcover fut son disciple.
Il est considéré comme « fils illustre » de sa ville natale, dont une rue porte son nom.